# Canon EF 85 мм
Canon EF 85 mm f/1.2 L USM — объектив серии EF с фиксированным (постоянным) фокусным расстоянием, производившийся компанией Canon с 1989 по 2006 год. Был заменён на модернизированную версию EF 85 mm f/1.2L II USM с теми же характеристиками. Объектив относится к L-серии и оснащён ультразвуковым приводом автофокусировки (USM). Имеет металлический корпус. Обладает хорошей цветопередачей и высокой резкостью благодаря используемым в оптической схеме флюоритовым линзам. Canon EF 85 mm f/1.2L USM наряду с объективом Canon EF 50 mm f/1.2L USM обладают наибольшей светосилой из всех фотообъективов, выпускаемых компанией Canon на сегодняшний день, — f/1,2.

## Canon EF 85 mm f/1.2L II USM
Выпущенная в 2006 году вторая версия объектива отличается улучшенным антибликовым покрытием линз, а также обновленным ультразвуковым приводом, обеспечивающим увеличение скорости автофокусировки в 1,8 раза.

## Canon EF 85 mm f/1.4L IS USM
Современный портретный объектив, отличается наличием стабилизатора, что позволяет более уверенно снимать с рук на камерах с высоким разрешением сенсора, вроде Canon 5DS R.

## Canon EF 85 mm f/1.8 USM
Самая простая и бюджетная версия без специальных стёкол в конструкции. Базовая модель для портретов.